# Hangbrücher bei Morbach
Das Naturschutzgebiet Hangbrücher bei Morbach ist das größte Naturschutzgebiet im Landkreis Bernkastel-Wittlich in Rheinland-Pfalz. Das etwa 740 ha große Gebiet, das im Jahr 1985 unter Naturschutz gestellt wurde, erstreckt sich nordöstlich des Kernortes der Gemeinde Morbach. Am nordöstlichen Rand des Gebietes verläuft die Landesstraße L 159 und am südlichen Rand die L 160, westlich verläuft die B 327.
Schutzzweck ist die Erhaltung
- der Nordwestabdachung des Idarwaldes als großräumiges Biotopverbundsystem,
- der Hang- und Quellbrücher als Lebensraum seltener, bestandbedrohter, an nährstoffarme Verhältnisse gebundener, feuchteliebender Tier- und Pflanzenarten und -gesellschaften,
- alter Laubholzbestände als Schlussgesellschaften, die seltenen, bestandsbedrohten Tier- und Pflanzenarten, insbesondere Fledermäusen, Vögeln und Insekten als Lebensraum dienen.